# Liste der Baudenkmale in Neukalen
In der Liste der Baudenkmale in Neukalen sind alle denkmalgeschützten Bauten der Gemeinde Neukalen (Mecklenburg-Vorpommern) und ihrer Ortsteile aufgelistet. Grundlage ist die Veröffentlichung der Denkmalliste des Kreises Demmin mit dem Stand vom 18. Dezember 1996.

## Baudenkmale nach Ortsteilen

### Neukalen
| ID | Lage                                | Bezeichnung | Beschreibung | Bild                   |
| -- | ----------------------------------- | --- | --- | ---------------------- |
|    | Am Markt 1 (Karte)                  | Rathaus | | Rathaus                |
|    | Am Markt 2 (Karte)                  | Hofgebäude | |                        |
|    | Am Markt 7/9 (Karte)                | Wohnhaus mit Stall | |                        |
|    | (Karte)                             | Bahnhof mit Nebengebäude | |                        |
|    | Bahnhofstraße 3 (Karte)             | Wohnhaus | |                        |
|    | Bahnhofstraße 40 (Karte)            | Wohnhaus | |                        |
|    | Bahnhofstraße (Karte)               | Kriegerdenkmal 1870/1871 | |                        |
|    | Darguner Straße (Karte)             | Kriegerdenkmal 1914/18 | | Kriegerdenkmal 1914/18 |
|    | (Karte)                             | Friedhof (Darguner Straße) mit Kapelle, Gedenkstätte 1945/46, Kriegsgräber 1914/18, Grabstätte der Diakonissin Agnes Elwert (starb 1945 an Folge ihres Einsatzes für Thyphuskranke) | |                        |
|    | (Karte)                             | Jüdischer Friedhof (Warsower Weg, im Wald gelegen) | |                        |
|    |                                     | Gaswerk mit Verwaltungsgebäude (Nr. 2) | |                        |
|    | Hafenstraße 1 (Karte)               | Wohnhaus | |                        |
|    | (Karte)                             | Kirche | Die Kirche ist ein einschiffiger gotischer Ziegelbau, der in der ersten Hälfte der 15. Jahrhunderts erbaut wurde. Der Altar und die Kanzel sind Schnitzwerke der Renaissancezeit, die Orgel wurde 1742 fertiggestellt und 2003 restauriert. | Kirche                 |
|    | Lutherstraße 19 (Karte)             | Wohnhaus mit Wirtschaftsgebäude | |                        |
|    | Promenade                           | Schule | |                        |
|    | Rektorstraße 16 (Karte)             | Wohnhaus | |                        |
|    | Ringstraße 3 (Karte)                | Wohnhaus | |                        |
|    | Ringstraße 10 (Karte)               | Wohnhaus | |                        |
|    | Ringstraße 37 (Karte)               | Wohnhaus | |                        |
|    | Salemer Weg 2/2a (Karte)            | Wohnhaus | |                        |
|    | Salemer Weg (Karte)                 | Feuerwehr | |                        |
|    | Salemer Weg (Karte)                 | Windmühle | |                        |
|    | Straße der Freundschaft 12a (Karte) | Krankenhaus | |                        |
|    | Straße der Freundschaft 36 (Karte)  | Wohnhaus | |                        |
|    | Straße des Friedens 2 (Karte)       | Gaststätte | |                        |
|    | Straße des Friedens 5 (Karte)       | Wohnhaus | |                        |
|    | Straße des Friedens 14 (Karte)      | Ackerbürgerhaus (Gaststätte) | |                        |
|    | Straße des Friedens 18 (Karte)      | Wohnhaus | |                        |
|    | Straße des Friedens 20 (Karte)      | Post | |                        |
|    | Wallstraße 19 (Karte)               | Wohnhaus | |                        |
|    | Wallstraße 51 (Karte)               | Wohnhaus | |                        |
|    | Wilhelm-Pieck-Straße 13 (Karte)     | Wohnhaus (Wohn- und Geschäftshaus) | |                        |
|    | Wilhelm-Pieck-Straße 18 (Karte)     | Wohnhaus | |                        |
|    | (Karte)                             | Ziegelei Nr. 12 mit allen Baulichkeiten, erhaltener technischer Ausstattung und Feldbahnanlage mit Dämmen, Einschnitten und Nebeneinrichtungen                                      | |                        |

### Karnitz
| ID | Lage          | Bezeichnung           | Beschreibung | Bild |
| -- | ------------- | --------------------- | ------------ | ---- |
|    | Dorfstraße 14 | Speicher              |              |      |
|    |               | Keller des Gutshauses |              |      |

### Schlakendorf
| ID | Lage                  | Bezeichnung         | Beschreibung | Bild |
| -- | --------------------- | ------------------- | ------------ | ---- |
|    | Dorfstraße 2          | Flüchtlingshaus     |              |      |
|    | Dorfstraße 44 (Karte) | Schule              |              |      |
|    | (Karte)               | Kirche mit Friedhof |              |      |

### Schorrentin
| ID | Lage                  | Bezeichnung | Beschreibung | Bild |
| -- | --------------------- | --- | --- | --- |
|    |                       | Bahnhof mit Gepäckabfertigung und Aborthaus                                                                                              | | |
|    | Dorfstraße 23 (Karte) | Gedenkplatte "Willi Schröder" | Die Gedenkplatte erinnert an den in Schorrentin geborenen kommunistischen Politiker Willi Schröder der 1944 vom nationalsozialistischen Regime ermordet wurde.                                   | |
|    | Dorfstraße            | Gedenkstein "Willi Schröder" | | |
|    | Dorfstraße 26 (Karte) | Pfarrhaus mit Wirtschaftsgebäude | | |
|    | Dorfstraße 30 (Karte) | Gutshaus | Sanierter, 2-gesch., 12-achs. Putzbau im Tudorstil des 19. Jh. | Gutshaus |
|    |                       | Gutshaus: Park | | |
|    |                       | Gutshaus: Wirtschaftsgebäude | | |
|    |                       | Gutshaus: Taubenturm | | |
|    | (Karte)               | Kirche mit Friedhof, Backsteinmauer und Portalrest, klassizistisches Mausoleum, Grabstein Viereck, Grabkreuz von Maltzahn und Grabplatte | Die Kirche wurde bis 1390 fertiggestellt. Der heutige Turm ersetzte einen hölzernen Turm und wurde im Jahre 1767 errichtet. Die Innenausstattung geht überwiegend auf das 19. Jahrhundert zurück | Kirche mit Friedhof, Backsteinmauer und Portalrest, klassizistisches Mausoleum, Grabstein Viereck, Grabkreuz von Maltzahn und Grabplatte |

## Quelle
- Karte der Baudenkmale im Geoportal des Landkreises